# Мали Търновац
Мали Търновац (на сръбски: Мали Трновац или Mali Trnovac; на албански: Tërnoci i Vogël) е село в Югоизточна Сърбия, Пчински окръг, община Буяновац.

## Население
Албанците в община Буяновац бойкотират проведеното през 2011 г. преброяване на населението.
Според преброяването на населението от 2002 г. селото има 343 жители.

### Етнически състав
Данните за етническия състав на населението са от преброяването през 2002 г.
- албанци – 339 жители
- регионална принадлежност – 3 жители
- неизвестно – 1 жител